# Italia A
Italia A (en italiano: Nazionale A di rugby a 15 dell'Italia) es la segunda selección de rugby de Italia regulada por la federación de ese país. A lo largo de la historia ha tenido distintos nombres, Italia B, Italia XV y últimamente Italia Emergenti.
Este equipo ha competido en la Nations Cup (2006-2010 y 2012-2013), la Copa Churchill 2011 y la Copa Tbilisi (2014-2015). En dichos torneos se ha enfrentado a otras selecciones secundarias de países de primer nivel, y a selecciones principales de países de menor desarrollo del deporte. En los campeonatos de mayor nivel como la Copa del Mundo o el Seis Naciones Italia presenta a su principal equipo: Azzurri.

## Plantel

### Tbilisi Cup 2015: 2º puesto
Referencia:
| Italia A                           |
| ---------------------------------- |
| Mirko Amenta                       |
| Christian Roberto Becerra Valverde |
| Giovanni Benvenuti                 |
| Luca Bigi                          |
| Tommaso Boni                       |
| Filippo Buscema                    |
| Emiliano Caffini                   |
| Carlo Canna                        |
| Pietro Ceccarelli                  |
| Alberto Chiesa                     |
| Matteo Corazzi                     |
| Gabriele Di Giulio                 |
| Giuseppe Di Stefano                |
| Ornel Gega                         |
| Filippo Gerosa                     |
| Filippo Guarducci                  |
| George Giovani Iacob               |
| Simone Marinaro                    |
| Mata Maxime Mbanda                 |
| Laert Naka                         |
| Sebastian Luke Negri Da Oeggio     |
| Simone Parisotto                   |
| Roberto Quartaroli                 |
| Federico Ruzza                     |
| Marco Susio                        |
| Federico Zani                      |
| Alessio Zdrilich                   |

## Participación en copas
| - Nations Cup 2006: 2º puesto - Nations Cup 2007: 5º puesto - Nations Cup 2008: 4º puesto - Nations Cup 2009: 2º puesto - Nations Cup 2010: 3º puesto - Nations Cup 2012: 3º puesto - Nations Cup 2013: 2º puesto - Nations Cup 2016: 4º puesto - Nations Cup 2017: 6º puesto (último) - Nations Cup 2018: 3º puesto | - Churchill Cup 2011: 3º puesto - Tbilisi Cup 2014: 3º puesto - Tbilisi Cup 2015: 2º puesto |